# Діяльність ОУН та УПА в Білорусі
Діяльність Організації українських націоналістів та Української повстанської армії в Білорусі — складова частина національно-визвольної боротьби українського націоналістичного підпілля проти радянської, німецької та польської влади за створення незалежної української держави, яка велася на півдні сучасної Білорусі у міжвоєнний період, під час та після Другої світової війни. Велася здебільшого на теренах, переважно заселених етнічними українцями, насамперед на Берестейщині.

## Activities of the OUN and UPA in Belarus
In 1945, Ukrainian insurgents killed 50 NKVD employees, 8 Red Army officers, 28 privates and sergeants of the Red Army and NKVD troops, 171 party and Soviet activists, and 298 civilians.
In 1944-1946, members of the OUN carried out 2,384 acts of sabotage against representatives of the occupying Bolshevik authorities in Belarus, resulting in the deaths of 1,012 people.

### Передумови
На території сучасної Білорусі, у Поліському воєводстві, підпільна мережа ОУН почала діяти ще в міжвоєнний період. У липні 1937 року в околицях Янова виникла парамілітарна українська організація «Вовки» (25 членів), а у січні-лютому 1939 року — «Поліське лозове козацтво» (500 членів), безпосереднім наступником яких й стала Українська повстанська армія.

### Виникнення та діяльність
Внаслідок німецько-радянського поділу Польщі у вересні 1939 року Поліське воєводство було включене до складу БРСР. В умовах більшовицької окупації та репресій на Берестейщині розгорнув діяльність підпільний український рух опору. Керівником Берестейського окружного проводу ОУН був Зиновій Савчук («Шварц», «Олександр»). Провід ділився на надрайони:
- Берестейський («Круча»), включав Берестя, Берестейський і Малоритський райони, провідник — Михайло Березовський («Євген»);
- Кобринський («Лан»), охоплював Кобринь, Кобринський, Пружанський, Картуз-Березівський, Дивинський та Антопільський райони, провідник — Арсен Клиновий («Шах»);
- Пинський («Степ»), включав Пинськ, Пинський, Лунинецький, Логишинський, Жабинківський, Іванівський і Дорогичинський райони, провідник — «Вірний», пізніше «Влас»;
- Столинський, охоплював Столинський, Давидгородоцький, Висоцький та Іванівський райони.

У 1941 році в центральній частині Полісся виникла «Поліська Січ Української повстанської армії» на чолі з Тарасом Бульбою-Боровцем. А в жовтні 1942 року поблизу Дивина формується перша сотня УПА, очолювана військовим референтом ОУН північно-західних земель Сергієм Качинським («Остапом»). Берестейщина входила до воєнних округ «Турів» (західна Берестейщина) і «Заграва» (східна) територіальної групи УПА-Північ. У 1942—1944 роках оперативний відділ штабу УПА-Північ очолював Микола Омелюсик. До зони активності УПА належала вся територія Берестейщини.
Згідно з твердженнями білоруського історика В. Гуленко вплив ОУН та УПА був великий. Зіткнення в неоголошеній нещадній війні між польською Армією Крайовою та УПА були саме на території Білорусі: «Берестя, Пінськ, південь Білорусі, північ України — тут загони УПА та Армії Крайової сходились напряму. Ішла боротьба на виживання. І ця війна українська-польська підтримувалася спецслужбами і радянськими, і німецькими за принципом: розділяй і володарюй».
В історії УПА були періоди, коли вона співпрацювала з радянськими партизанами і коли брала зброю в німців, каже мінський історик Володимир Гуленко: «Все-таки їхньою метою була незалежна Україна. А Сталін вчинив із бандерівцями так, на мій погляд, як би бандерівці вчинили зі сталіністами. Інша справа, що це все-таки була народна війна: загальна кількість радянських партизанів і бандерівців у Білорусі була приблизно однакова — не менше півмільйона».
Відділам УПА доводилося вступати в сутички як з німцями, так і з більшовицькими загонами, які грабували мирне населення. Так значні бої відбулися 15-16 червня 1943 року біля села Вечовця (Пинщина), 21 вересня 1943 в селі Леликовому, 25, 26 та 31 жовтня 1943 року в селі Самановому. Наприкінці 1944 року в Берестейській області діяло 120 загонів УПА по 7–10 осіб, у Пинській — 114 загонів по 25-500 осіб. У Дивинському районі до 1944 року кількість бійців УПА становила майже 3 тисячі осіб.
У 1944—1946 роках на території Білорусі члени ОУН провели 2384 диверсійні акти проти представників окупаційної більшовицької влади, внаслідок чого загинуло 1012 осіб. У 1944 році українські підпільники підірвали в Пинську клуб з партійними зборами більшовиків. У 1945 році українські повстанці вбили 50 працівників НКВС, 8 офіцерів Червоної армії, 28 рядових і сержантів Червоної армії та військ НКВС, 171 партійно-радянського активіста, 298 цивільних осіб.
Водночас більшовицькі каральні органи в 1944—1946 роках вбили 3766 українських повстанців і ще 19 050 заарештували. У квітні 1947 року знищений Пинський надрайонний провід, а в травні-червні 1948 року — Берестейський.
За підрахунками історика В. Гуленко, від рук НКВС на території України та Білорусі загинуло 170 тисяч вояків Української повстанської армії, 70 тисяч втекло у Західну Європу, взято в полон і вислано понад 200 тисяч. У Дивинському районі Брестської області в 1944 році в Радянській Армії мобілізували лише 50 людей з 5 тисяч — решта втекли до бандерівців. Діяли спеціальні білоруські проводи УПА: «молодечі частково, Пінськ, Барановичі — там загони УПА були». Крім того, були створені формування білоруських націоналістів під керівництвом Михайла Вітушки, організаційною основою цих формувань була Білоруська незалежницька партія, неофіційна назва «Білоруські резистанс», ці формування тісно співпрацювали з УПА, було проведено кілька десятків спільних крупних боїв з радянськими партизанами в 1943—1944 роках. Білоруська делегація їздила на з'їзд ОУН восени 1943 року. Вони теж спробували створити «рух антифашистсько-антирадянський». Проте білоруси не змогли реалізувати цих планів.

### Припинення спротиву
Загони УПА діяли на території сучасної Білорусі до кінця 1953 року, стверджує мінський історик Володимир Гуленко, і вели партизанську війну з радянською владою. До того ж в їхніх лавах діяли переважно місцеві громадяни: «10 років після війни бандити вижити не можуть. Це не бандитський рух. Тут, безумовно, була масова підтримка місцевого населення».
Володимир Гуленко стверджує, що з загонами УПА на півдні Білорусі радянська влада покінчила лише завдяки великим військовим спецопераціям і вивезення на Сибір цілих сіл, у яких підтримували повстанців.
Останній бій УПА на Берестейщині відбувся в березні 1952 року між повстанською групою Івана Панька («Сікори») та підрозділом КДБ на Одрижинських хуторах в Іванівському районі Пінської області, внаслідок якого повстанці загинули. Водночас у Дорогичинському районі Пінської області органи держбезпеки БРСР розгромили групу районного провідника «Григорія». Під час цих операцій співробітники МДБ і МВС БРСР вбили 11 оунівців, серед них і обох провідників, 3 заарештували. У 1953 році поблизу Кобриня був знейтралізований ще один підрозділ повстанців.
Всього органи безпеки Білорусі з жовтня 1943 року до квітня 1953 року арештували 1282 українських націоналістів, які діяли в підпіллі на території БРСР, убили понад 3000 (разом з учасниками Армії Крайової).